# Okeaninoscia oliveri
Okeaninoscia oliveri är en kräftdjursart som först beskrevs av Charles Chilton 1911.  Okeaninoscia oliveri ingår i släktet Okeaninoscia och familjen Philosciidae. Inga underarter finns listade i Catalogue of Life.